# Las Hormazas
Las Hormazas település Spanyolországban, Burgos tartományban. Las Hormazas Valle de Santibáñez, Susinos del Páramo, Tobar, Villadiego és Huérmeces községekkel határos. Lakosainak száma 99 fő (2024).

## Népesség
A település népessége az utóbbi években az alábbiak szerint változott:
| Lakosok száma | 143  | 134  | 121  | 109  | 111  | 107  | 103  | 102  | 98   | 99   |
|               | 2001 | 2004 | 2006 | 2009 | 2011 | 2014 | 2016 | 2019 | 2021 | 2024 |